# Cyrtomium pseudocaryotideum
Cyrtomium pseudocaryotideum är en träjonväxtart som beskrevs av Jacobus Petrus Roux.
Cyrtomium pseudocaryotideum ingår i släktet Cyrtomium och familjen Dryopteridaceae. Inga underarter finns listade i Catalogue of Life.